# Agnieszka Korneluk
Agnieszka Korneluk (nascida Kąkolewska; Posnânia, 17 de outubro de 1994) é uma voleibolista polonesa que atua na posição de central. Joga pela seleção nacional da Polônia e, a nível de clubes, no PGE Rysice Rzeszów.

## Carreira
Korneluk começou em seus anos iniciais no Energetyk Poznań, clube de sua cidade natal, onde jogou nas categorias de base. Em 2010 ingressou na equipe do SMS PZPS Sosnowiec, onde jogou por três anos. Em 2012 foi convocada pela primeira vez para a seleção polonesa, fazendo sua estreia no Grand Prix e em 2015 conquistou a medalha de prata nos Jogos Europeus, em Baku.
A nível de clubes, estreou no voleibol profissional na temporada 2013–14 com a camisa do Impel de Breslávia, onde permaneceu por quatro anos antes de se transferir para o Budowlani Łódź para a temporada de 2017–18, onde conquistou a Supercopa e a Copa Nacional. Para 2018–19 foi contratada pelo clube italiano Casalmaggiore e na temporada seguinte ingressou no Savino Del Bene, ambos da Série A1.
Retorna à sua terra natal no verão de 2020 para jogar pelo Chemik Police, onde conquistou dois campeonatos nacionais e uma Copa da Polônia com o clube azul e branco. Se transferiu para o PGE Rysice Rzeszów para a temporada 2024–25.
Conquistou duas medalhas de bronze com a Polônia na Liga das Nações, em 2023 e 2024, sendo que na última foi eleita uma das melhores centrais do torneio.

## Títulos
Clubes
- Campeonato Polonês (2020–21, 2021–22);
- Copa da Polônia (2017–18, 2020–21);
- Supercopa da Polônia (2017).

Seleção
- Ouro no Montreux Volley Masters de 2019;
- Prata nos Jogos Europeus de 2015;
- Bronze na Liga das Nações de 2023,2024 e 2025